# Touraj Daryaee
Touraj Daryaee (persa: تورج دریایی; Teherán, 20 de julio de 1967) es un historiador (iranólogo) iraní catedrático de estudios persas en la Universidad de California en Irvine.

## Trayectoria
Tras sus estudios primarios y secundarios en Teherán y Atenas, estudió en UCLA donde se doctoró en 1999. Ha enseñado en UCLA y ha sido research fellow en la Universidad de Oxford y la École Pratique des Hautes Études de París.
Edita las publicaciones Name-ye Iran-e Bastan, The International Journal of Ancient Iranian Studies y DABIR: Digital Ar y dirige el Sasanika Project.
Está especializado en la Antigua Persia.